# Station Kopalnia Gliwice
Station Kopalnia Gliwice is een spoorwegstation in de Poolse plaats Gliwice.